# Фор дьо Франс
Фор дьо Франс (на френски: Fort-de-France) е административен център на Мартиника, която е един от отвъдморските департаменти на Франция. Той е най-големият френски град в Карибския басейн. Населението му наброява 82 502 души (по данни от 1 януари 2015). От пристанището на града се изнасят захар, ром, консервирани плодове, какао.
Фор дьо Франс е разположен на западното крайбрежие на острова в северната част на едноименен залив при устието на река Мадам. Градът е разположен на хълмове и отделните му части са съединени с тесни улички.

## Побратимени градове
- Белем, Бразилия